# گروبلبن
گروبلبن (به آلمانی: Grobleben) یک منطقهٔ مسکونی در آلمان است که در تانگرمونده واقع شده‌است.
 گروبلبن  ۱۰۲ نفر جمعیت دارد.